# Tongrim
Tongrim (Hán Việt: Đông Lâm) là một huyện của tỉnh Pyongan Bắc tại Cộng hòa Dân chủ Nhân dân Triều Tiên. Huyện giáp với Pihyon và Chonma ở phía bắc, Sonchon ở phía đông và đông nam, Cholsan ở tây nam, Yomju ở phía tây và nhìn ra Hoàng Hải ở phía nam.
Cảnh quan trong huyện chủ yếu là đồi núi và bồn địa thấp. Đỉnh cao nhất là Munsusan với 736 m tại vùng ranh giới phía bắc. Tongrim nằm trên lưu vực sông Chongchon, bao gồm cả sông Maryong và suối Kokchon. Nhiệt độ trung bình năm là 8,8 °C; dao động từ -8,7 °C và tháng 1 cho đến 24 °C vào tháng 8. Lượng mưa trung bình năm là khoảng 1000 mm. Khoảng 60% diện tích huyện là đất rừng và chỉ 26% diện tích là đất canh tác.
Đất canh tác trên địa bàn có hệ thống thủy lợi, với các loại cây trồng chính là lúa gạo, ngô, đỗ tương, lùa mì, lúa mạch và cây thuốc lá. Nuôi trồng thủy sản cũng hiện diện trên địa bàn. Huyện có một số mỏ khai khoáng, các nhà máy sản xuất máy móc như bơm. Tuyến đường sắt Pyongui chạy qua địa bàn Tongrim trên lộ trình giữa Sinuiju và Bình Nhưỡng. Phong cảnh nổi bật là Thác Tongrim cao 10 mét, và thủy khúc liễu Tongrim, là vật kỉ niệm thiên nhiên Cộng hòa Dân chủ Nhân dân Triều Tiên số 11.
Năm 2008, dân số toàn huyện Tongrim là 104.614 người (49.410 nam và 55.204 nữ), trong đó, dân cư đô thị là 49.151 người (47%) còn dân cư nông thôn là 55.463 người (53%).

## Khí hậu
Nhiệt độ trung bình năm là 8,8 °C; trung bình tháng 1 là -8,7 °C, trong khi trung bình tháng 8 là 24 °C. Lượng mưa trung bình hàng năm là 1000 mm.